# Стержні Шанца

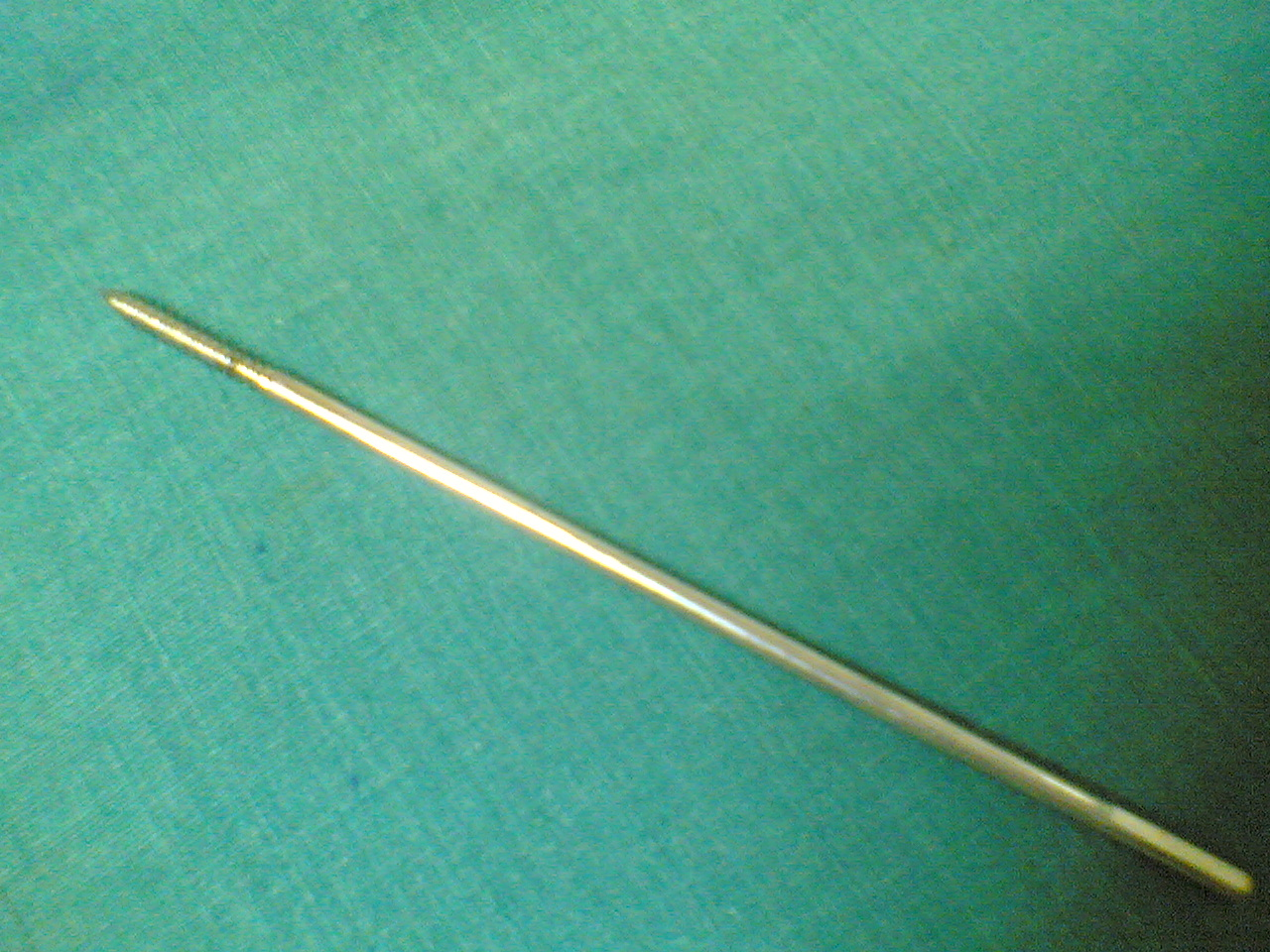
Стержень Шанца

Сте́ржні Ша́нца (стрижні Шанца) — спеціальний медичний імплант у вигляді стержня з різьбою, який виготовлений зі спеціальних марок нержавіючої сталі та використовується в ортопедії, травматології та ветеринарній медицині. Описані німецьким ортопедом Альфредом Шанцем в 1930 році, як модифікація запропонованих швейцарським ортопедом Фріцом Штайнманом стержнів в 1912 році і активно використовується в медичній практиці по нині. В англійськомовній літературі також для позначеня стрежня Шанца (англ. Schanz pin) використовується термін гвинт Шанца (англ. Schanz screw).

## Історія
Винахідник товстого гладкого стержня для ортопедичних операцій швейцарець Фріц Штайнман, описує свій винахід Британському медичному журналі в 1912 році. Перші шпильки Штайнмана мали обхват 3-5 мм. Їх діаметр і довжину визначалися розміром кістки-мішені та її м'якотканинної оболонки. Кінці штифтів мали пірамідальну форму з 4 сторонами, що сходилися в точці, схожій на троакар, який до 1900 року використовувався для дренування глибоких накопичень рідини. Штайман використовував власні стержні для лікування пацієнтів методом скелетного витягнення. Скелетне витягнення дозволило отримати доступ до м'яких тканин і дозволило рухати в суглобах, прилеглих до місця перелому. Також воно контролювало вкорочення краще, ніж гіпсова пов'язка. Без сумніву Штайман зробив революцію в лікуванні гострих переломів.
В 1909 році Мартін Кіршнер, німецький хірург, описує власний винахід для лікування переломів кісток методом скелетного витягування у вигляді тонкої загостреної з одного кінця металевої спиці.
В 1928 році Альфред Шанц видає власну книгу «Практична ортопедія» в якій пропонує свою модифікацію стержня Штеймана з додатковою різьбою, а також описує методику ортопедичної корекції деформації кістки шляхом маніпулювання встановленими в кістку стержнями з подальшою їх фіксацією. Модифікований Шанцем стержень, виявився вдалим шляхом не тільки різьби, яка фіксувалася в кістці, але із-за рахунок самосверлильної голівки та квадратної основи, яка добре фіксується в спеціальному пристрої для завінчування стрежня в кістку, тому використовується лікарями й до нині.

## Варіанти виготовлення
Залежно від виробників та клінічних задач, стержні Шанца виготовляються з різними параметрами (діаметр, довжина, тип заточки, тип різьби та ін.). Найчастіше використовуються вироби з такими характеристиками:
- Діаметр: 4 мм, 4,5 мм, 5 мм, 5,5 мм, 6 мм, 6,5 мм
- Довжина: від 60 мм до 300 мм
- Тип різьби: самонарізна/самосвердлююча, конічна

## Застосування
- Фіксація переломів кісток в складі апаратів зовнішньої фіксації[5]
- Фіксації в кісток при ортопедичних операціях виконаних апаратами зовнішньої фіксації[7]
- Фіксація переломів хребта[8]
- Для проведення репозиції кісток з подальшим остеосинтезов внутршінім імплантом[9]

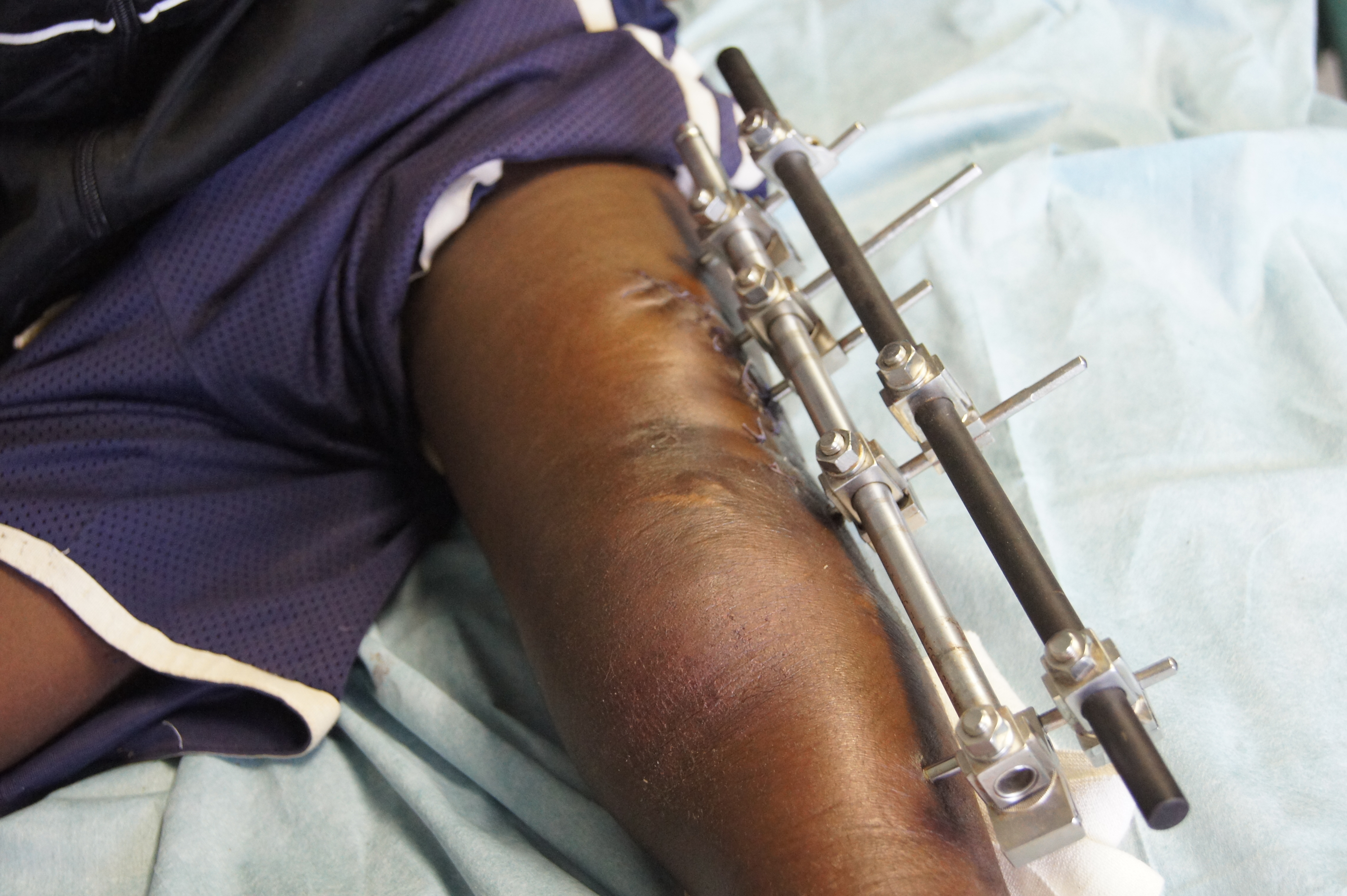
Стержні Шанца фіксують перелом стегнової кістки в складі апарата зовнішньої фіксації
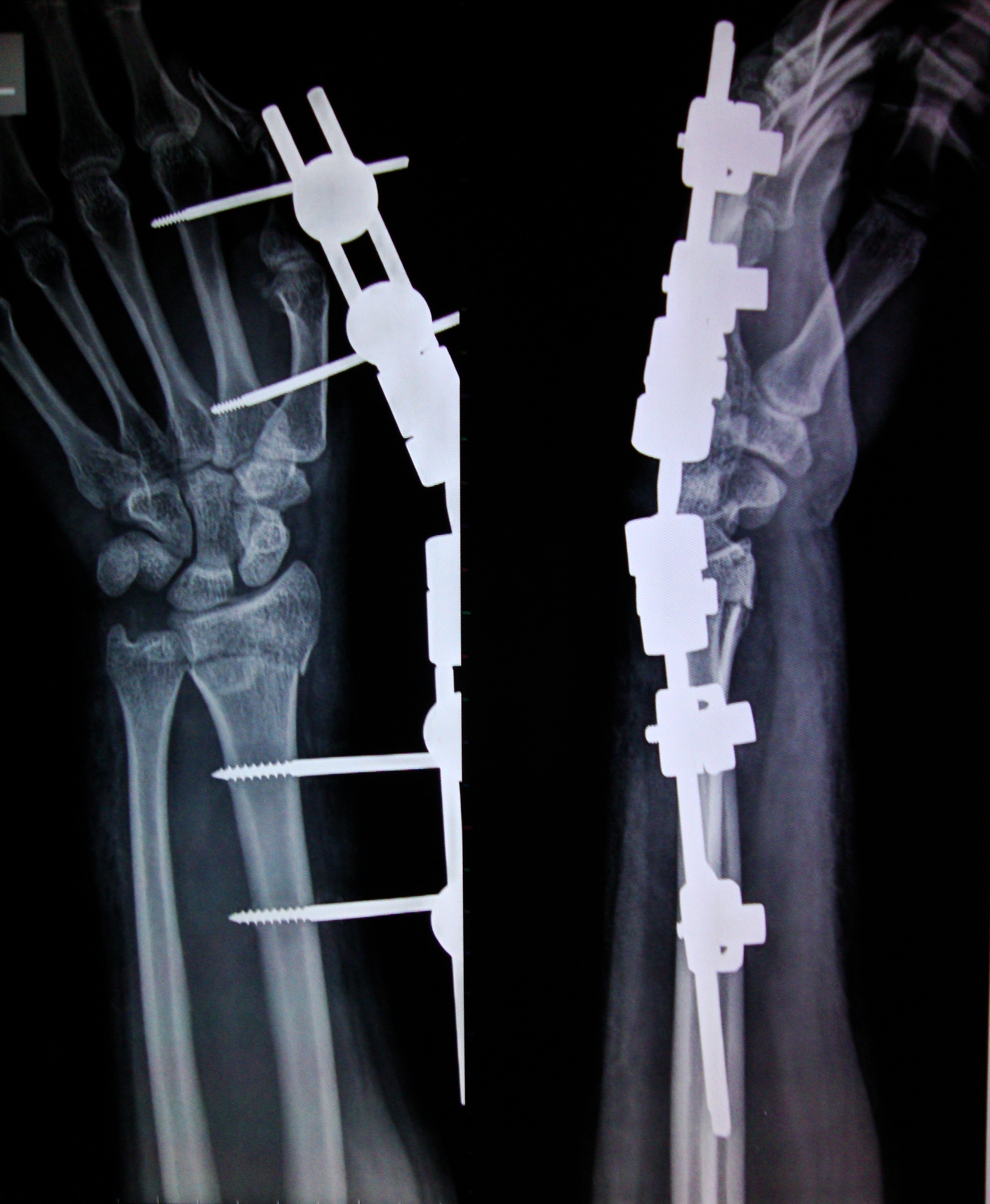
Стержні Шанца фіксують перелом променевої кістки в складі апарата зовнішньої фіксації (рентгенограмма). Добре видно як різьба стержня фіксується в кістці

## Ускладнення
Основні ускладнення при використання стержнів Шанця пов'язані безпосередньої з місцем їх встановлення:
- Інфекція м'яких тканин в місці введеня стержня
- Міграція стержня
- Ятрогенне ушкодження